# João Alfredo
João Alfredo is een gemeente in de Braziliaanse deelstaat Pernambuco. De gemeente telt 29.875 inwoners (schatting 2009).